# Alim Harlak
Alim Harlak (* 14. Juli 1997 in Pınarcık) ist ein türkischer Fußballspieler.

## Karriere

### Verein
Harlak begann mit dem Vereinsfußball in der Jugend von Muğlaspor und spielte anschließend für die Nachwuchsmannschaften von Bucaspor und Aliağa FK. spielte ab 2013 für den Nachwuchs von Altınordu Izmir.
Zur Saison 2014/15 wechselte er zum Zweitligisten Altınordu Izmir und wurde für diese Saison an den Viertligisten Bursa Nilüferspor ausgeliehen. Am Saisonende kehrte er zu Altınordu zurück und wurde für die nachfolgende Saison im Kader behalten. In der Sommertransferperiode 2016/17 wurde er an den Viertligisten Karacabey Birlikspor für die Dauer einer Saison als Leihspieler abgegeben.

### Nationalmannschaft
Harlak startete seine Nationalmannschaftskarriere im Oktober 2014 mit einem Einsatz für die türkische U-16-Nationalmannschaft.